# Francesc d'Assís Niubó i Mary
Francesc d'Assís Niubó i Mary (Badalona, 1905 - 1982) va ser un metge català especialista en cardiologia.
Llicenciat en Medicina l'any 1932, es va especialitzar en l'àmbit de cardiologia. Va exercir durant molts anys a Badalona, va compaginar aquesta activitat amb la càtedra de Patologia Mèdica de l'Hospital Clínic de Barcelona. Segons Francesc Vilardell i Viñas, el doctor Niubó va ser un mestre magnífic per a ell, esmenta que va ser cap de la sala d'homes, i era el típic metge amb ull clínic, que feia diagnòstics ràpids, que actuava per instint. Va jubilar-se l'any 1975, en agraïment a la seva tasca va ser homenatjat. En l'àmbit personal, va casar-se amb la també metgessa oftalmòloga Carme Torrente Gallar, que exercia també a Badalona. Després de la seva mort, succeïda el 1982, la ciutat de Badalona li va dedicar una plaça el 28 de novembre de 1986.